# Pierre Roy (peintre)
Pour les articles homonymes, voir Roy et Pierre Roy.
Pierre Roy, né à Nantes le 10 août 1880 et mort à Milan le 26 septembre 1950, est un peintre français.

## Biographie
Pierre Roy, fils de Donatien Roy (1854-1930), notaire à Nantes et peintre, et de Magdelaine Poisson, est l'aîné d'une fratrie de quatre enfants qui deviendront tous peintres amateurs grâce à leur père, secrétaire de la commission de surveillance du musée des beaux-arts de Nantes. Il suit sa scolarité au lycée externat des Enfants-Nantais et passe en 1897 un baccalauréat de rhétorique, puis en 1898 un baccalauréat de lettres et philosophie. Il s'oriente vers l'architecture et passe quelque temps dans un cabinet d'architectes. Il suit les cours à l'École des beaux-arts de Paris qu'il quitte pour travailler aux préparatifs de l'Exposition universelle de 1900.
En 1905, Pierre Roy décide de se consacrer à la peinture et il débute en 1906 au Salon de la Société nationale des beaux-arts, puis expose en 1907, 1908, 1913 et 1914 au Salon des indépendants. Il est remarqué par Appolinaire en 1913.
En 1922, il écrit une préface aux Cent Comptines qu'il avait collectées et qu'il comptait éditer chez Henri Jonquières : il collecta « les comptines principalement dans l'Ouest de la France et toujours de la bouche des enfants » et « les illustra de quarante-cinq bois gravés et colorés au pochoir ». L'ouvrage paraît en 1926. Il est réédité en fac-similés en 1995 aux Éditions MeMo.
En 1925, Pierre Roy participe à la première exposition des peintres surréalistes aux côtés de Giorgio De Chirico, Max Ernst, Pablo Picasso et, en 1926, il réalise sa première exposition particulière dont le catalogue est préfacé par Louis Aragon. En 1933, il est nommé pour cinq ans peintre de la Marine.
Il connaît le succès lors d'une exposition qui lui est consacrée à la galerie des Beaux-Arts à paris en 1935. Il expose à l'Exposition universelle de 1937 et à la galerie Montaigne en 1938 à Paris.
Pierre Roy voyage et expose dans plusieurs galeries à travers le monde : à New York à la Brummer Galery en 1930 et 1933, à la Julien Levy Gallery en 1932, au Museum of Modern Art de New York en 1936, à la Carstairs Gallery en 1949, à Londres en 1934 à la galerie Wildenstein à Hawaï en 1939, à l'Académie des arts d'Honolulu.
Par ailleurs, Pierre Roy réalise des décors de théâtre, plusieurs couvertures du magazine Vogue, des affiches publicitaires.

## Sa peinture
Selon Louis Aragon, il est « le plus grand méconnu du surréalisme », et il fut appelé « père du surréalisme » dans la Revue de France, mais lui-même « détestait les groupes et les appartenances ».
Ces tableaux sont des mises en scène d'objets courants, représentés le plus fidèlement possible. Coquillages, légumes et fruits, bobines de laine, épis et graines, œufs, rubans sont assemblés, mélangés pour créer des scènes poétiques.
En 1947, à un questionnaire du Museum of Modern Art de New York, il répond : « Je n'ai absolument, comme peintre, aucune philosophie. Quand je peins quoi que ce soit, je suis tout entier au plaisir de peindre. Je n'ai pas la moindre intention de symbolisme. Mais très souvent, parfois longtemps après avoir achevé mon tableau, je prends conscience de ce qui m'a inspiré et de ce que ma toile signifie. »[réf. nécessaire]

## Œuvres

### Collections publiques
Aux États-Unis
- New York, Museum of Modern Art :
  - Danger dans l'escalier, 1928, huile sur toile, 91,4 × 60 cm[4] ;
  - L'Heure d'été, 1929, huile sur toile, 54,6 × 38,1 cm[5].

En France
- Nantes, musée des beaux-arts : Adrienne pêcheuse, 1919, huile sur toile, 52 × 35 cm[6].
- Paris, musée national d'art moderne : Une Journée à la campagne, 1931, huile sur toile, 33 × 55 cm[7].
- Quimper, musée des beaux-arts, Querelle d'hiver, 1940, huile sur toile, 59 × 80 cm.

### Collections particulières référencées
- Intérieur, 1936, huile sur toile, 92,5 × 65,4 cm, galerie A. F. Petit[5].
- Andromède enchaîné, 1946, huile sur toile, 54 × 38 cm, collection particulière[5].
- Neuf chansons, vers 1944, gouache sur papier, manuscrit enluminé avec textes de Jacques Prévert et Joseph Kosma, 27 × 21,5 cm, collection particulière[5].
- L'Éclair, 1927, huile sur toile, 33 × 22 cm, collection particulière[4].

## Publication
- Cent comptines, recueillies et illustrées par Pierre Roy, 1926 ; rééd. fac-similés, éditions MeMo, 1995[3].

### Sources
- Pierre Roy, musée des Beaux-Arts de Nantes et Somogy éditions d'art, Paris, 1994.
- Adam Biro et René Passeron, Dictionnaire général du surréalisme et de ses environs, Office du Livre, Fribourg, Suisse et Presses universitaires de France, Paris, 1982, p. 370.
- Nicolas Blondel, « Les Folies douces de Monsieur Roy », Beaux Arts magazine, n° 132, mars 1995, p. 86 à 91.